# Blair Redford
David Blair Redford, född 27 juli 1983, är en amerikansk skådespelare. Han har bland annat gjort rollen som Ethan Whitehorse i The Lying Game och Miguel Lopez-Fitzgerald i Passions.

## Privatliv
Redford växte upp i förorten Canton, Georgia och gick på Sequoyah High School. Han har irländskt, franskt, tyskt, och indianskt påbrå. Han jobbade i flera somrar i Georgias renässansfestival genom att göra framträdanden och stunts. Han skapade en piratkaraktär vid namn Rusty Compass. Han är en flitig tennisspelare, och tackade nej till stipendier efter examen från gymnasiet för att kunna uppfylla sin dröm att bli skådespelare.[källa behövs]

## Karriär
Redford började sin karriär med att vinna en Warner Bros. filmprovning som gav honom en plats i WB Road Crew. Efter ungefär ett och ett halvt år med the Road Crew, blev han upptäckt av en talangscout, då han var klädd i en dräkt föreställande en korv med bröd i Alaska och flyttade till Los Angeles. Efter ett kort tag där, landade han rollen som Scott "Scotty" Grainger, Jr. i såpoperan The Young and the Restless i juli 2005, vilket han senare lämnade i februari 2006.
Redford ersatte sen Adrian Bellani i rollen som den latinske karaktären Miguel Lopez-Fitzgerald i såpoperan Passions från 2007 till 2008 när serien flyttades från NBC exklusivt till DirectTV för dess sista säsong. Redford fick också rollen som Nash Rambler i skräck-komedin Dance of the Dead.
Redford syntes i The CW:s pilotavsnitt Betwixt, vilket dock inte gick vidare till att bli en serie, och han syntes även i den tredje säsongen av The CW:s 90210 som en återkommande karaktär kallad Oscar. 2010 spelade Redford James, en bandmedlem i filmen Burlesque med bland annat Cher och Christina Aguilera. 2011, dök han upp i fem avsnitt av ABC Familys Switched at Birth som Tyler "Ty" Mendoza, men lämnade serien kortvarigt för att filma ABC Familys The Lying Game. Han var en återkommande karaktär i The Lying Game till seriens slut 2013. BuddyTV rankade honom som nummer 17 på deras lista över "TV's Sexigaste Män 2011"

## Filmografi
| Year      | Title                         | Role                        | Notes                             |
| --------- | ----------------------------- | --------------------------- | --------------------------------- |
| 2005–2006 | The Young and the Restless    | Scott "Scotty" Grainger Jr. | återkommande karaktär             |
| 2007–2008 | Passions                      | Miguel Lopez-Fitzgerald     | Huvudroll                         |
| 2008      | Lincoln Heights               | Miguel                      | 1 avsnitt                         |
| 2008      | The Day the Earth Stood Still | Stridspilot                 | mindre roll                       |
| 2009      | CSI: Miami                    | Troy Billings               | Säsong 8 Avsnitt 3: "Bolt Action" |
| 2010      | 90210                         | Oscar                       | 10 avsnitt                        |
| 2010      | Burlesque                     | James/Bandmedlem            | mindre roll                       |
| 2011      | Goy                           | Paul Rosenberg              |                                   |
| 2011–nu   | Switched at Birth             | Tyler "Ty" Mendoza          | 7 avsnitt/återkommande roll       |
| 2011–2013 | The Lying Game                | Ethan Whitehorse            | Huvudkaraktär                     |
| 2013      | CSI                           | Luke                        |                                   |